# Екатериновка (Пензенская область)
Екатериновка — село в Лунинском районе Пензенской области. Входит в состав Засурского сельсовета.

## География
Село расположено в северной части области на расстоянии примерно в 7 километрах по прямой к югу от районного центра Лунино.
Часовой пояс
Село Екатериновка как и вся Пензенская область, находится в часовой зоне МСК (московское время). Смещение применяемого времени относительно UTC составляет +3:00.

## Население
| 1864 | 1877 | 1897 | 1910  | 1926  | 1930  | 1959 |
| ---- | ---- | ---- | ----- | ----- | ----- | ---- |
| 466  | ↗620 | ↗888 | ↗1329 | ↗1346 | ↘1311 | ↘615 |
| 1979 | 1989 | 1996 | 2002  | 2010  |       |      |
| ↘356 | ↘200 | ↘162 | ↗177  | ↘122  |       |      |

Национальный состав
Согласно результатам переписи 2002 года, в национальной структуре населения русские составляли 99 % из 177 чел..